# Swing Vote
Swing Vote (bra: Promessas de um Cara de Pau; prt: O Último Voto) é um filme estadunidense de comédia dramática de 2008 sobre uma eleição presidencial americana completa, determinada pelo voto de um homem. Foi dirigido por Joshua Michael Stern e estrelado por Kevin Costner, Paula Patton, Kelsey Grammer, Dennis Hopper, Nathan Lane, Stanley Tucci, George Lopez e Madeline Carroll. O filme foi lançado em 1 de agosto de 2008.

## Sinopse
Em uma eleição presidencial marcada para 2008, Bud Johnson (Kevin Costner) é um homem de Texico, Novo México, que vive pela vida e não tem um único pensamento político em sua mente, enquanto é persuadido pela sua filha mais velha de doze anos de idade Molly (Madeline Carroll) para adotar uma abordagem mais séria da vida. Molly dirige a casa e vê uma oportunidade no dia das eleições para energizar seu pai: frustrada com a apatia de seu pai em votar, ela foge para o local de votação local e tenta votar em nome de Bud. No entanto, devido ao desconectamento das urnas, a votação é registrada, mas nenhuma decisão é indicada sobre qual candidato obtém o voto. Toda a eleição agora se resume ao voto deste homem. Nenhum candidato tem maioria no colégio eleitoral sem os votos eleitorais do Novo México. A votação popular está empatada para os dois principais candidatos no Novo México, deixando Bud para decidir o próximo presidente dos Estados Unidos. Bud é cortejado por candidatos de ambos os lados: o republicano em exercício Andrew Carington Boone (Kelsey Grammer) e seu gerente de campanha, Martin Fox (Stanley Tucci); e o democrata oponente , o senador Donald Greenleaf (Dennis Hopper) e seu gerente de campanha Art Crumb (Nathan Lane).
As opiniões reais de Bud (ou a falta delas) são mal interpretadas pela mídia, fazendo com que os candidatos mudem de posição em vários cargos (os democratas assumem uma posição pró-vida e anti-imigração ilegal, enquanto os republicanos adotam uma postura pró-ambiental e pró-casamento gay). À medida que o filme avança, no entanto, os dois candidatos se afastam das táticas cínicas impostas a eles por seus conselheiros, e ambos ganham o respeito de Bud. No final, ele decide realizar um debate final no dia anterior a sua reformulação. Em um discurso escrito, ele confessa que sabe pouco ou nada sobre política ou, nesse caso, sobre a vida, e decide fazer perguntas que as pessoas lhe enviaram pelo correio. O filme termina com Bud votando, embora em quem ele votou nunca seja revelado.

## Elenco
Como aparece nos créditos da tela (papéis principais identificados):
- Kevin Costner como Ernest "Bud" Johnson
- Madeline Carroll como Molly Johnson, filha de Bud
- Paula Patton como Kate Madison, repórter
- Kelsey Grammer como Presidente Andrew "Andy" Boone, titular republicano
- Dennis Hopper como Donald "Don" Greenleaf, candidato democrata
- Nathan Lane como Arthur "Art" Crumb, gerente de campanha da Greenleaf
- Stanley Tucci como Martin "Marty" Fox, gerente de campanha de Boone
- George Lopez como John Sweeney, gerente de emissoras de TV
- Judge Reinhold como Walter, colega de trabalho
- Chip Esten como Lewis
- Mare Winningham como Larissa Johnson
- Mark Moses como procurador-geral Wyatt
- Nana Visitor como Galena Greenleaf
- Dale O'Malley como Hank Johnson, irmão de Bud

Aaron Brown, Campbell Brown, Mary Hart, Arianna Huffington, James Carville, Larry King, Bill Maher, Chris Matthews, Willie Nelson, Lawrence O'Donnell, e Richard Petty aparecem como eles mesmos (principalmente em participações especiais).

## Produção
Swing Vote foi filmado principalmente em Albuquerque e Belen, Novo México. Embora não pretenda ser uma declaração política sobre as próximas eleições presidenciais, quando Kevin Costner descobriu que não podia obter o financiamento que queria para Swing Vote, para que chegasse aos cinemas a tempo das eleições presidenciais de 2008, ele próprio fez o pagamento.
Joshua Michael Stern, que dirigiu e co-escreveu o roteiro com Jason Richman, tinha precedentes anteriores a seguir. A premissa do filme é semelhante a uma história de Isaac Asimov "Franchise", na qual as eleições evoluíram até que toda a decisão se baseie em um homem escolhido pela Multivac. A premissa do filme de 1939 de Garson Kanin, The Great Man Votes, também é muito semelhante a Swing Vote. Um episódio de 1966 da série de TV F Troop, "The Ballot of Corporal Agarn", usa a mesma história básica.

## Recepção

### Resposta crítica
No agregador de críticas Rotten Tomatoes, o filme possui uma classificação de aprovação de 38% com base em 145 avaliações, com uma classificação média de 5,4/10. O consenso crítico do site diz: "Apesar de Kevin Costner fornecer sua performance mais carismática em anos, Swing Vote não consegue encontrar a combinação certa de sátira política e drama sincero". Em Metacritic, o filme tem uma pontuação média ponderada de 47 em 100, com base em 30 críticos, indicando "críticas mistas à média". O público entrevistado pela CinemaScore atribuiu ao filme uma nota média de "B" na escala A+ a F.
A reação dos críticos centrou-se no desempenho de Costner. Um o caracterizou como "não sentimental", mas tratado "com tanta facilidade e convicção" que ancora o filme. Roger Ebert observou que, ao construir a premissa, "o filme faz uma tentativa de explicar como isso acontece - e quase parece plausível". Ele deu três estrelas,  dizendo que "uma mistura de comédia e drama está ganhando; Costner não poderia ser melhor, e a garotinha é uma descoberta". Mick LaSalle, do San Francisco Chronicle, também fez críticas favoráveis.

### Bilheteria
O filme arrecadou US$16,289,867 no mercado interno e US$1,344,446 no exterior, totalizando US$17,634,313 em todo o mundo. No fim de semana de estréia, o filme arrecadou US$6,230,669, colocando-o em sexto lugar. 
Após o lançamento, surgiu uma controvérsia quando Dennis Hopper reclamou de seu papel ser cortado; em uma série de entrevistas, ele afirmou: "Eu fui cortado desse filme".

## Processo
Bradley Blakeman, ex-assistente de nomeação e agendamento para o presidente George W. Bush, entrou com uma ação judicial em 7 de agosto de 2008, afirmando que deu a Kelsey Grammer um roteiro protegido por direitos autorais intitulado Go November in 2006. A ação, movida no United States District Court for the Eastern District of New York em Long Island, Nova York, é contra a Grammer, Kevin Costner (co-financiador), The Walt Disney Company (proprietária dos direitos do filme), Walt Disney Motion Pictures Group Inc. (produtora) e Touchstone Pictures (distribuidora), e alega que a trama e os elementos de marketing da Swing Vote lhe foram roubados. O caso foi finalmente resolvido por US$10,00 depois que o juiz indeferiu suas outras reclamações contra Costner e Disney.

## Mídia doméstica
O filme foi lançado pela Touchstone Home Entertainment em DVD e Blu-ray Disc em 13 de janeiro de 2009.